# 金星5號
金星5號是一臺金星探測器，由閃電號運載火箭-M發射，與金星4號號相似，但功能更強大，當金星5號與金星大氣層接觸時，釋放了金星膠囊，重達405公斤，降落傘使金星膠囊緩緩降落，回傳53分鐘科學數據後停止運作，除此之外，金星5號還攜帶了紀念獎章以及一個蘇聯的浮雕。